# Tye River (James River)
Der Tye River ist ein 57 km (einschl. Quellflüssen: 70 km) langer linker Nebenfluss des James River im US-Bundesstaat Virginia.

## Flusslauf
Der Tye River verläuft im Nelson County im zentralen Nordwesten des Bundesstaates. Seine Quellflüsse, der North Fork Tye River und der South Fork Tye River, entspringen in den Blue Ridge Mountains auf einer Höhe von etwa 900 m. Diese vereinigen sich nach 13,3 bzw. 12,3 km auf einer Höhe von 345 m zum Tye River. Dieser fließt anfangs in Richtung Südsüdost. Bei Flusskilometer 25 trifft der Piney River von rechts auf den Tye River. Bei Flusskilometer 22 kreuzt der U.S. Highway 29 den Flusslauf. Auf seinen unteren 21 Kilometern wendet sich der Tye River nach Osten. Er nimmt noch das Wasser des Buffalo River bei Flusskilometer 12 von rechts auf, bevor er schließlich in den nach Nordosten fließenden James River mündet.

## Hydrometrie
Am Abflusspegel 02028000 (⊙) 9,6 km oberhalb der Mündung beträgt der mittlere Abfluss (MQ) 13,7 m³/s (Meßzeitraum 1940–1960). Die höchsten mittleren monatlichen Abflüsse treten im März mit 20,8 m³/s auf, die niedrigsten im Juli mit 7,9 m³/s.

## Hochwasser 1969
In der Nacht vom 20. August 1969 kam es am Tye River zu einem schweren Hochwasser. In der Folge des Hurrikans Camille kam es im Einzugsgebiet des Tye River zu einem Starkregen-Ereignis. Innerhalb von etwa 3 Stunden kam es zu Sturzfluten und Schwammlawinen, denen mehr als Hundert Menschen zum Opfer fielen.

## Flussfauna
Im Flusssystem des Tye River kommen folgende Fische vor: Amerikanischer Aal (Anguilla rostrata), Schwarzbarsch (Micropterus dolomieu) und Forellenbarsch (Micropterus salmoides). Des Weiteren kommen im Fluss heimische Muscheln vor. 2007 wurde ein Staudamm am Flusslauf entfernt, um die Fischwanderung im Tye River zu erleichtern.

## Freizeitaktivitäten am Fluss
Der Flusslauf des Tye River ist beliebt bei Anglern und Campern. Kanu- und Kajakfahrer können den Fluss befahren. Es gibt Stromschnellen vom Schwierigkeitsgrad I bis II+.